# Metro Kochi
Die Metro Kochi ist ein U-Bahn-System in Kochi, Kerala, Indien. Die U-Bahn gehört der Kochi Metro Rail Limited und wird von ihr betrieben.
Die Metro Kochi wurde innerhalb von 4 Jahren nach Baubeginn eröffnet und ist damit eines der am schnellsten fertiggestellten Metro-Projekte in Indien. Die Metro Kochi ist die erste U-Bahn in Indien, die eine Verbindung zwischen den Infrastrukturnetzen der Eisenbahn, der Straße und dem Wasser ermöglicht.
Die Kosten der ersten Phase wurden mit 51,81 Milliarden indischen Rupien veranschlagt (650 Millionen US-Dollar).
Im Rahmen der internationalen Konferenz der Urban Mobility Indien wurde das System durch das Ministerium für Wohnungsbau und städtische Angelegenheiten als bestes Projekt der urbanen Mobilität in Indien bezeichnet. Die Kochi Water Metro, ein Netz von Fähren, ist in die Metro Kochi integriert und dient als Zubringer für Einwohner der Vororte Kochis.
Die Bauarbeiten an der Metro begannen im Juni 2013. Ein 13,4 Kilometer langes Teilstück der Linie von Aluva nach Palarivattom wurde am 17. Juni 2017 durch Narendra Modi, den Premierminister Indiens, eröffnet.
Am 3. Oktober 2017 wurde ein zweites, 5 Kilometer langes Teilstück von Palarivattom nach Maharaja's College eröffnet. Ein drittes Teilstück von Maharaja's College nach Thaikoodam wurde am 3. September 2019 von Chief Minister Pinarayi Vijayan und dem Minister des Ministry of Housing and Urban Affairs, Hardeep Singh Puri, eröffnet.
Die Metro Kochi verfügt über an fahrerlosen Zugbetrieb angepasste Technologien, die in Zukunft implementiert werden sollen.
Die U-Bahn-Gesellschaft wurde für ihre Entscheidung gelobt, Arbeiter aus dem Kudumbashree-Programm sowie der Transgender-Gemeinschaft zu beschäftigen. Die Metro ist außerdem das erste U-Bahn-System, das von Frauen geleitet wird. Mit dem Bau der U-Bahn wurden Solarpaneele für die Stromversorgung installiert und vertikale Gärten an jeder sechsten Säule der U-Bahn errichtet.
Neben den regulären Fahrkarten wurden auch eine einzige Karte, ein einziger Fahrplan und eine einheitliche Befehls- und Kontrollfunktion eingeführt. Diese Debitkarte ermöglicht zusammen mit der Kochi One Mobile App den Fahrgästen den Zugang zu allen öffentlichen Verkehrsmitteln sowie die Nutzung für Handels- und Internettransaktionen. In naher Zukunft soll die Funktion „Click and Collect“ eingeführt werden, mit der online bestellte Waren in den U-Bahn-Stationen abgeholt werden können. Die Designs der U-Bahn-Stationen in Kochi sind jeweils einem bestimmten Thema rund um die Kultur und Geographie des Bundesstaats Kerala gewidmet.
Bis Dezember 2025 soll die Phase II der Metro, die „Pinke Linie“ von J. L. N. Stadium nach Infopark-Kakkanad, in Auftrag gegeben werden.

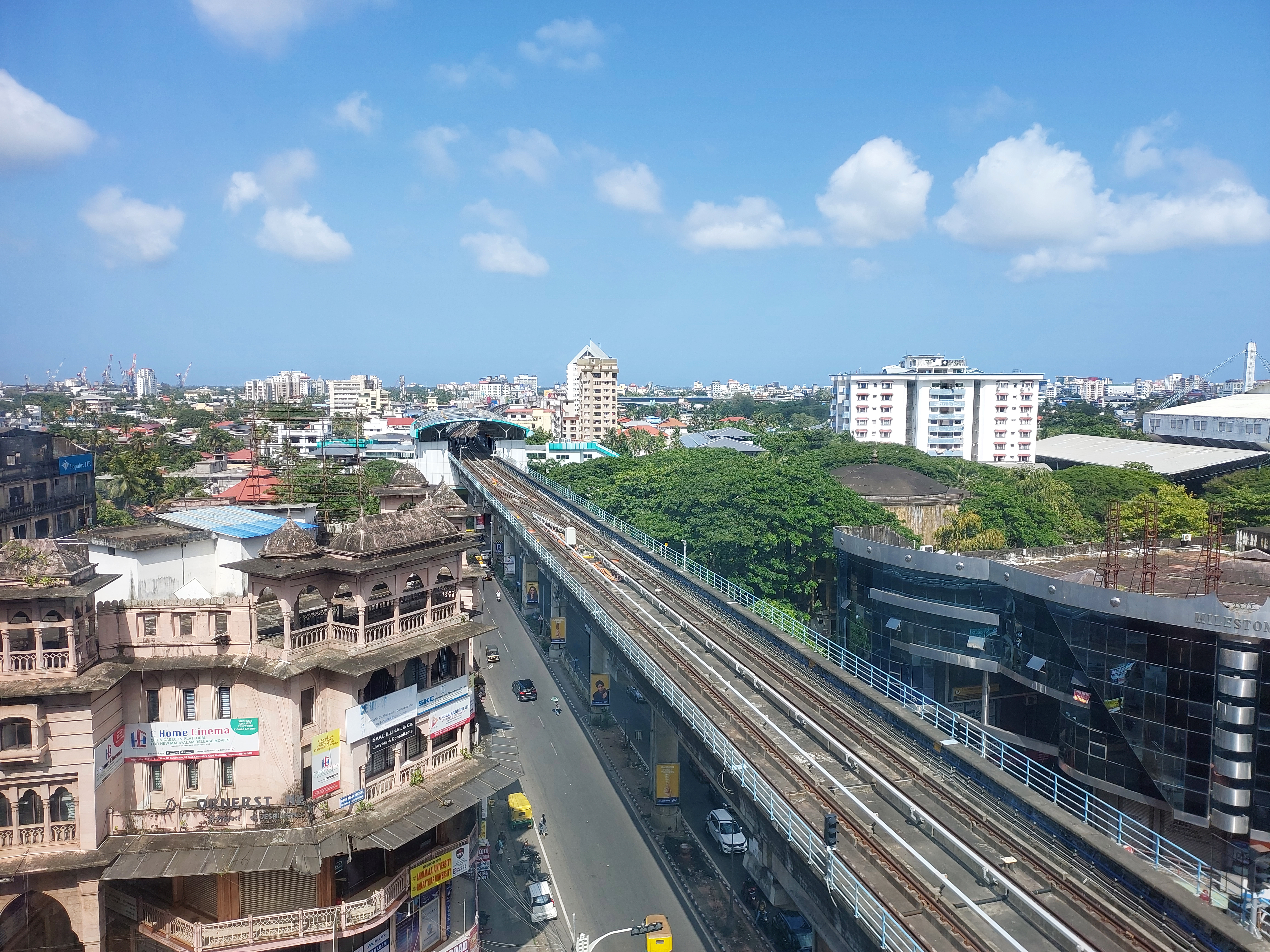
Als Hochbahn geführte Strecke der Metro Kochi

## Planung

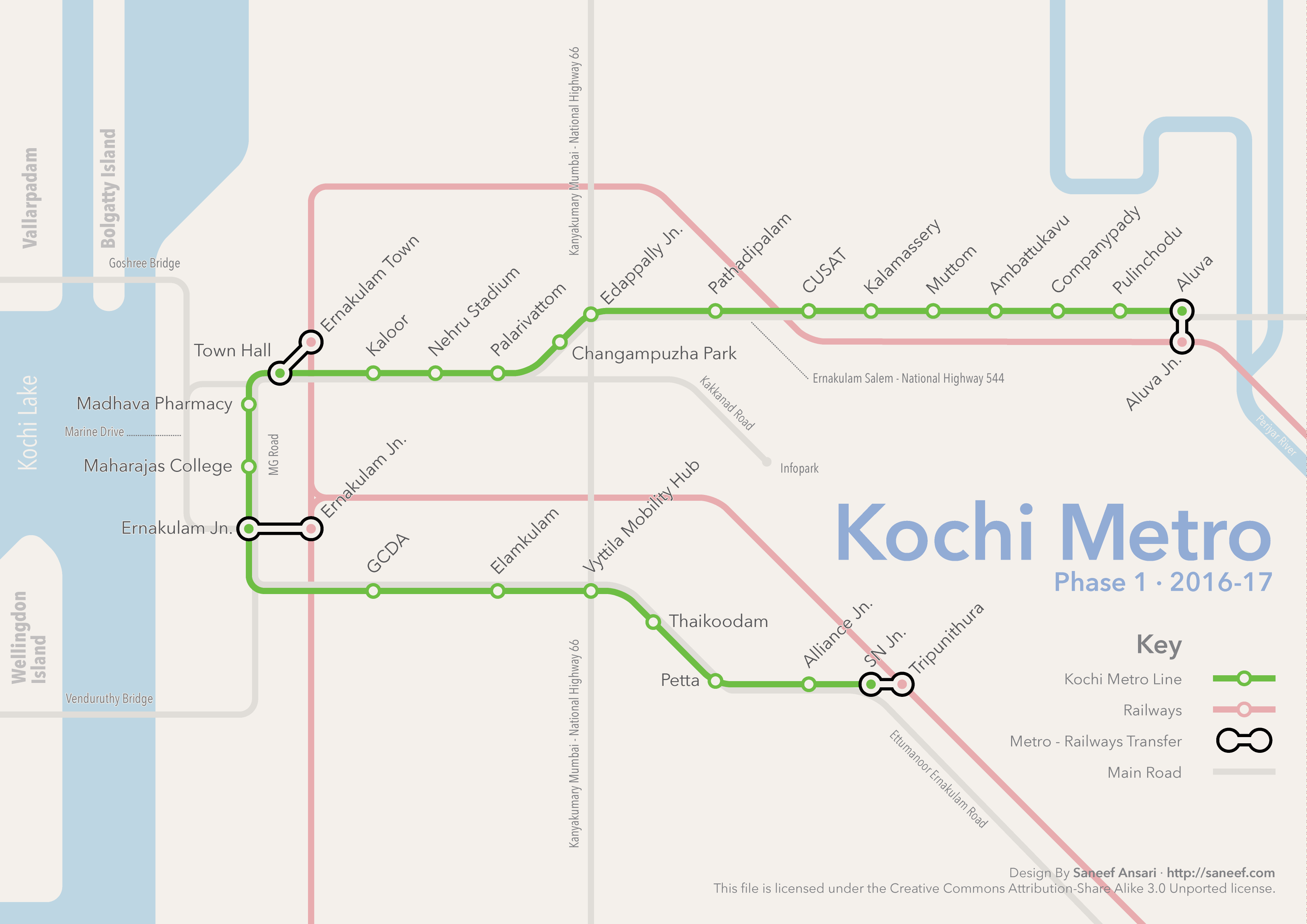
Netzplan der ersten Phase der Metro Kochi

Die von E. K. Nayanar geführte Regierung Keralas entwickelte die Idee zu dem Projekt im Jahr 1999. In der am 21. Juli 1999 abgehaltene Kabinettssitzung der damaligen Regierung der Left Democratic Front wurde das indische Verkehrsunternehmen RITES mit der Machbarkeitsstudie für ein U-Bahn-Schnellverkehrssystem in Kochi beauftragt. Die technisch-ökonomische Machbarkeitsstudie für ein Metro Rapid Transit System in Kochi wurde 1999 von RITES begonnen und im selben Jahr abgeschlossen. Der Bericht zur technischen Machbarkeitsstudie wurde der Landesregierung Keralas 1999 vorgelegt.
Am 22. Dezember 2004 beauftragte die von Oommen Chandy geführte Regierung der United Democratic Front die Delhi Metro Rail Corporation (DMRC) mit der Erstellung des detaillierten Projektberichts für das Bahnprojekt Metro Kochi. Ursprünglich sollte das Projekt 2006 beginnen und 2010 abgeschlossen sein. Es verzögerte sich jedoch, weil die Zentralregierung ernsthafte Zweifel an seiner wirtschaftlichen Machbarkeit äußerte. Die LDF-Regierung unter Chief Minister V. S. Achuthanandan genehmigte das Projekt schließlich in einer Kabinettssitzung am 2. Januar 2008 und schickte es zur Ratifizierung an die indische Unionsregierung.
Die Regierung von Kerala setzte auf die Genehmigung einer ähnlichen Finanzierungsstruktur wie bei der Metro Delhi durch die Zentralregierung, was diese jedoch abgelehnte. Die Unionsregierung unterstützte stattdessen das Modell der öffentlich-privaten Partnerschaft nach dem Modell Build - Operate - Transfer. Die LDF-Landesregierung forderte die Ansiedelung der Metro Kochi im öffentlichen Sektor, womit die Zentralregierung jedoch nicht einverstanden war. Der Sieg der United Democratic Front bei den Wahlen zur gesetzgebenden Versammlung von Kerala im Jahr 2011 veränderte die Situation im Bundesstaat und es wurde beschlossen, dass die Metro Kochi ähnlich der Modelle in Chennai und Delhi aufgebaut und auf Joint-Venture-Basis mit Investitionen der Zentral- und Bundesstaatsregierung implementiert werden soll. Auf Anordnung der Planungskommission und der Unionsregierung wurde ein Kabinettsbeschluss zur Gründung einer Zweckgesellschaft, der Kochi Metro Rail Limited (KMRL), verfasst. Dieser Beschluss ordnete der KMRL die Umsetzung des Projekts sowie den Betrieb und die Wartung der U-Bahn-Infrastruktur zu.
Das Public Investment Board (PIB) genehmigte das Projekt am 22. März 2012 vorbehaltlich der endgültigen Genehmigung durch das Unionskabinett. Der Anteil der Unionsregierung an den Kosten wurde mit 20,26 %, also 1.002,23 Crore ₹ (130 Millionen US-Dollar) veranschlagt. Am 28. März 2012 wurde auf einer KMRL-Vorstandssitzung beschlossen, die Delhi Metro Rail Corporation mit den Arbeiten am Bahnprojekt Metro Kochi zu betrauen. Die Anzahl der U-Bahn-Stationen auf der Linie wurde auf 22 festgelegt. Am 3. Juli 2012 erteilte die Unionsregierung die endgültige Genehmigung für das Projekt. Der damalige Geschäftsführer der KMRL, Tom Jose, gab als Ziel die Fertigstellung des Projekts innerhalb von 3 bis 4 Jahren an.
Am 4. April 2013 unterzeichnete der Vorstand der Kochi Metro Rail Limited einen Vertrag mit der Delhi Metro Rail Corporation. Die 22 vorgeschlagenen Stationen für die Kochi-Metro wurden am 19. Juni 2013 vom Staatskabinett genehmigt.

### Kontroverse um die Rolle der DMRC
Im Zuge der Beauftragung eines Unternehmens mit dem Bau und Betrieb der Metro Kochi kam es zu einer Kontroverse um die Rolle der Delhi Metro Rail Corporation. Im Dezember 2011 wurde durch den Bundesstaat Kerala angekündigt, dass die Arbeiten im Rahmen einer globalen Ausschreibung angeboten werden sollen. Der Geschäftsführer der DMRC, E. Sreedharan, gab bekannt, er sei nicht an einer Teilnahme interessiert, es sei denn, die DMRC werde an dem Projekt beteiligt. Sreedharan nannte die U-Bahnen in Bangalore und Chennai als Negativbeispiele, bei der sich der Verzicht der Kooperation mit der DMRC als Fehler herausgestellt hätten, da die betreffenden Unternehmen bei den Ausführungsarbeiten in vielen Aspekten auf die DMRC angewiesen gewesen seien.
Am 3. Januar 2012 erklärte Oommen Chandy, E. Sreedharan würde das letzte Wort zum U-Bahn-Projekt haben.
Aryadan Mohammed, Minister für Energie und Verkehr, gab bekannt, die Regierung von Kerala habe bereits im März 2010 beschlossen, dass Sreedharan die Leitung des Projekts übernehmen würde.
Einige Regierungsminister und IAS-Beamte behaupteten, dass die Normen der Central Vigilance Commission, einer Regierungsbehörde, die Korruption verhindern soll, die Vergabe eines Auftrags an eine Agentur, die die Beratung für ein Projekt durchgeführt habe, nicht zulassen würden. E. Sreedharan erklärte jedoch, die entsprechenden Normen würden in diesem Fall nicht gelten, da der Vertrag zwischen zwei Regierungsbehörden geschlossen werde. Ein weiteres Problem für die Metro bestand darin, dass die DMRC die Genehmigung ihres Vorstands einholen musste, um Projekte außerhalb Delhis durchzuführen.
Am 8. Januar 2013 kam es zu einem hochrangigen Treffen, an dem Chief Minister Oommen Chandy, der Minister für überseeische Angelegenheiten, Vayalar Ravi, Unionsminister K.V. Thomas, DMRC-Hauptberater E. Sreedharan, der Unionssekretär für Stadtentwicklung Sudheer Krishna, der Chefsekretär Jose Syriac, der KMRL-Geschäftsführer Elias George, der DMRC-Geschäftsführer Mangu Singh und der Unionsminister für Stadtentwicklung Kamal Nath teilnahmen. Anschließend wurde offiziell bestätigt, dass die DMRC die Arbeiten an der Metro Kochi übernehmen werde.
Der Bürgermeister der Metropolregion Kochi, Tony Chammany, unterstützte die Übergabe der Arbeiten an die DMRC. Chammany erklärte, die Regierung und die Bevölkerung von Kerala wollten einstimmig, dass die Delhi Metro Rail Corporation die Arbeit von Kochi übernimmt. Oppositionsparteien im Bundesstaat brachten ebenfalls mehrfach ihre Unterstützung für eine Vergabe an die DMRC zum Ausdruck und äußerten die Befürchtung, es könne bei anderen Projektträgern als der DMRC zu Korruption und Verzögerungen kommen. Die Japan International Cooperation Agency bat die Kochi Metro Rail Limited am 1. Dezember 2012, die Unterstützung durch die DMRC sicherzustellen, um ihre fachliche Kompetenz zur Umsetzung des U-Bahn-Projekts nutzen zu können.

### Politische Unterstützung
Von der ersten Idee zur Phase I der Metro Kochi bis zur feststehenden Planung vergingen über zwei Jahrzehnte. Während dieser Zeit wechselten die Regierungen auf nationaler Ebene zwischen Koalitionen, die vom Indischen Nationalkongress (INC) und der Bharatiya Janata Party geführt wurden. Das Projekt verzögerte sich zwischen 2007 und 2010. Drei Chief Minister waren maßgeblich an der Förderung der Metro Kochi beteiligt: A. K. Antony, V. S. Achuthanandan und Oommen Chandy. Verantwortlich für den Bau der U-Bahn war der Ingenieur und Berater E. Sreedharan, der aufgrund seiner Mitwirkung an der Metro Delhi und der Konkanstrecke auch „Metro Man“ genannt wird. Die Metro wurde im Juni 2017 eingeweiht.

## Vorbereitende Arbeiten
Die DMRC hielt es für notwendig, insgesamt fünf vorbereitende Arbeiten durchzuführen, um Störungen für Pendler während der Bauphase der Metro zu vermeiden. Diese Projekte wurden alle im März 2010 durch die Regierung des Bundesstaats Kerala genehmigt. Die Arbeiten sollten vor dem Bau der U-Bahn abgeschlossen sein und die Verbreiterung von drei Ausfallstraßen, den Bau einer neuen Brücke zur Überführung des Straßenverkehrs („Rail over Bridge“, RoB) in der Nähe eines Busbahnhofs sowie einer Fußbrücke umfassen. Die am 12. Mai 2013 in Betrieb genommene A.L. Jacob Rail over Bridge in der Nähe des Busbahnhofs wurde als erstes der Bauwerke fertiggestellt. Neben den fünf ursprünglich vorgeschlagenen Projekten wurden auch einige weitere Projekte wie der Bau einer weiteren Überführung in Ernakulam North und einer Überführung in Edapally durchgeführt.
Die Arbeiten wurden ursprünglich von der DMRC durchgeführt, später jedoch aufgrund von Mangel an qualifiziertem Personal beim DMRC von der KMRL übernommen. Weitere Projekte umfassen den Bau einer neuen Brücke zur Verbindung der Mullassery Canal Road und der Salim Rajan Road, sowie die Verbreiterung der Strecke Town Hall – Madhava Pharmacy Junction und der Straße Jos Junction – South Railway Station. Die DMRC ist für die Ausführung aller vorbereitenden Arbeiten verantwortlich. Die Regierung Keralas stellte 1,58 Milliarden Rupien für Vorarbeiten bereit. Am 3. März 2012 übergab die KMRL 150 Millionen Rupien an die DMRC, um die Durchführung der vorbereitenden Arbeiten zu ermöglichen. Die DMRC hatte zuvor 230 Millionen Rupien erhalten.

### Überführungsbrücke in Edappally
Die KMRL und das Kerala Public Works Department, eine Regierungsbehörde Keralas, unterzeichneten am 22. Juli 2013 eine Vereinbarung zum Bau einer Überführung zur Staureduktion in Edapally im Wert von 108 crore ₹ (entsprechend 155 crore ₹ oder 19 Millionen US-Dollar im Jahr 2023). Die DMRC wurde mit dem Bau beauftragt.
Am 11. September 2016 weihte der Bildungsminister Keralas, C. Raveendranath, die 433 Meter lange Überführung ein. Sie wird von 24 Stützpfeilern und 90 Pfählen getragen. Die tatsächlichen Kosten beliefen sich entgegen der zuvor veranschlagten Kosten auf ₹178 Crore (entspricht ₹256 Crore oder 32 Millionen US-Dollar im Jahr 2023), einschließlich der Kosten für Grundstückserwerb und Bau.

### Straßenüberführung in Pachalam
Am 21. Februar 2014 äußerte das Obergericht von Kerala Unmut darüber, dass es bisher nicht gelungen sei, eine geplante Straßenbrücke (RoB) in Pachalam fertigzustellen. Das zuständige Unternehmen wurde angewiesen, den Bau der Brücke bis zum 2. April 2014 abzuschließen.
Die Straßenüberführung in Pachalam wurde am 10. Februar 2014 von der kommunalen Körperschaft Kochi grundsätzlich genehmigt. Am 26. Februar erfolgte die Genehmigung durch das Staatskabinett. Die zweispurige, 10 Meter breite Straßenüberführung sollte schätzungsweise 52 crore ₹ (6,5 Millionen US-Dollar) kosten und von der DMRC gebaut werden. Für das Projekt werden etwa 2104 Quadratmeter Land erworben.
Die Einweihung der Brücke erfolgte am 11. Januar 2016.

### Vyttila Mobility Hub

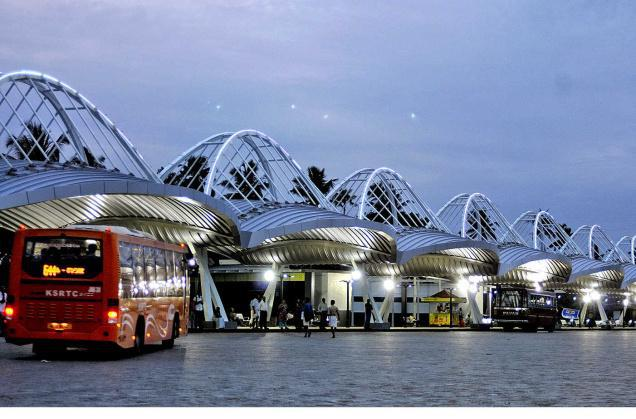
Vyttila Mobility Hub

Basierend auf Vorschlägen des Centre for Public Policy Research (CPPR) in Kochi beschloss die KMRL, die geplante Metro-Station Vyttila zum neuen Vyttila Mobility Hub zu verlegen. Der Vyttila Mobility Hub bietet Anschluss an Fernbusse sowie eine Bootsanlegestelle. Die Metro Kochi ist somit die erste U-Bahn Indiens, die den Verkehr auf der Straße, der Schiene und auf dem Wasser vernetzt.

## Landerwerb
Die für das Projekt erforderliche Gesamtfläche beträgt 40,409 Hektar. Darunter sind 9,3941 Hektar für die Metro-Stationen, einschließlich der für Parkplätze erforderlichen Flächen. Die Bahnhöfe Aluva, Pettah, Kalamassery, Edappally und Kaloor werden über größere Parkflächen verfügen, für die etwa 2,7869 Hektar Land benötigt werden. Das Busdepot in Muttom benötigt 23,605 Hektar Land, mehr als die ursprünglich geschätzten 17 Hektar. Für die Verbreiterung von Kurven und Abschnitten, auf denen das Viadukt der U-Bahn außerhalb des Mittelstreifens liegt, werden etwa 4,6 Hektar Land benötigt. Darüber hinaus werden etwa 0,41 Hektar Land für vorbereitende Arbeiten benötigt. Außerdem sollen in Muttom 94 Hektar Land und in Kakkanad 20 Hektar Land erworben werden, um eine kommerzielle Nutzung zu ermöglichen.

## Bau

### Phase I
Der erste Teil der Metrolinie führt von Aluva nach Petta.
Der ehemalige Premierminister Indiens, Manmohan Singh, legte am 13. September 2012 den Grundstein für den Bau der U-Bahn. Die Bauarbeiten begannen am 7. Juni 2013 und es fand eine offizielle Eröffnungszeremonie im Jawaharlal-Nehru-Stadion statt. Bei der Einweihungszeremonie kündigte die Landesregierung an, dass die U-Bahn um eineinhalb Kilometer von Petta nach Tripunithura verlängert werden würde. Am 30. September 2013 wurde mit den ersten Bauarbeiten an einer U-Bahn-Station (Kaloor) begonnen.

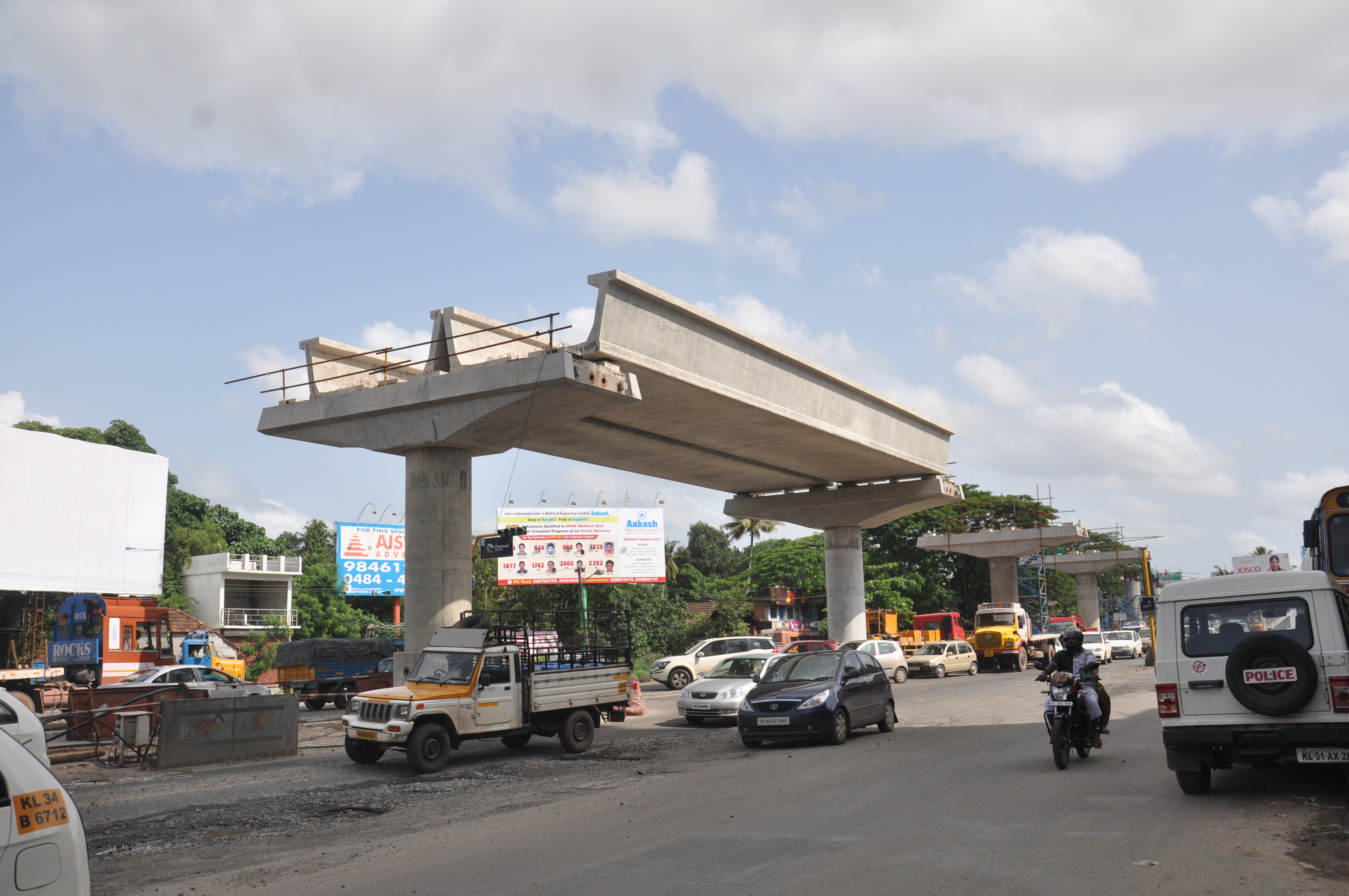
Viadukt im Bau in Kalamassery

Mehrere Unternehmen (Era Infra Engineering, Larsen & Toubro, Cherian Varkey Construction Company-RDS, SP Singla Constructions und Soma Constructions) wurden mit dem Bau von Viadukten und Bahnhöfen beauftragt. Larsen and Toubro erhielt im April 2013 den Auftrag zum Bau eines Viadukts und sechs Stationen auf der Strecke von der Station Kalamassery bis zur Station Nehru Stadium mit geschätzten Kosten in Höhe von 4 Milliarden Rupien (50 Millionen US-Dollar). Des Weiteren wurde eine bestehende Straßenüberführung abgerissen und in eine vierspurige Straßenbrücke mit U-Bahn-Viadukt umgebaut.
Für den Bau der U-Bahn wurden etwa 450.000 bis 500.000 Quadratmeter Sand benötigt. Jede sechste Säule entlang der U-Bahn-Viadukte wurde vertikal begrünt.
Der erste U-förmige Betonträger der Metro Kochi wurde am 12. Juli 2014 erfolgreich nahe Aluva eingesetzt. Eine erste Probefahrt wurde am 27. Februar 2016 erfolgreich von einem dreiteiligen Metrozug abgeschlossen.
Am 8. Dezember 2016 wurde der Betrieb der Metro für eine Höchstgeschwindigkeit von 80 km/h gestattet. Am 8. Mai 2017 erhielt die Metro Kochi die endgültige Genehmigung zur Inbetriebnahme.
Im Juli 2017 erhielt ein Konsortium aus zwei Baufirmen den Auftrag, den verbleibenden Rest der ersten Phase der Metro von Maharaja's College bis nach Petta durchzuführen.
Die KMRL genehmigte am 27. Januar 2014 die Verlängerung der ersten Linie der U-Bahn bis zur Station Tripunithura. In einer Pressekonferenz gab der Minister für Stadtentwicklung der Union und KMRL-Vorsitzende Sudhir Krishna bekannt, dass die zwei Kilometer lange Verlängerung voraussichtlich 3,23 Milliarden Rupien (40 Millionen US-Dollar) kosten werde. Das Staatskabinett genehmigte die Verlängerung bis Tripunithura am 5. März 2014 auf der Grundlage eines vorläufigen Berichts des staatlichen Verkehrsunternehmens RITES. Durch die Erweiterung wurden der ursprünglichen Strecke zwei weitere Stationen (Alliance Junction und SN Junction) hinzugefügt. Die Endstation Thrippunithura soll im Dezember 2023 in Betrieb gehen.

### Phase II
Im November 2016 begann die KMRL mit dem Grundstückserwerb für eine Erweiterung der U-Bahn bis zum Infopark Kochi. Die KMRL plant, den Korridor Kakkanad - Flughafen auf eine 22 Meter breite Strecke zu verbreitern und in der Mitte der Strecke ein Metro-Viadukt zu errichten. Die Straßenkreuzungen Palarivattom Junction, Palarivattom Bypass Junction und Collectorate Junction sollen ebenfalls verbreitert werden. Die 11,2 Kilometer lange Verlängerung wird das Jawaharlal Nehru Stadium über Kakkanad mit dem Infopark Kochi verbinden.[119] Die Kosten werden mit etwa ₹2.024 crore (250 Millionen US-Dollar) veranschlagt. Im März 2017 wurde der Grundstücksbewertungsprozess für das Projekt abgeschlossen. Auf der Strecke sind 11 Stationen geplant: Palarivattom Junction, Palarivattom Signal, Chembumukku, Vazhakkala, Kunnumpuram, Kakkanad Junction, Kochi Special Economic Zone, Chittethukara, Rajagiri, InfoPark I und InfoPark II.
Das Staatskabinett genehmigte die Phase II der Metro Kochi am 17. Mai 2017. Die Kosten werden auf ₹2.577 crore (320 Millionen US-Dollar) geschätzt. Im Gegensatz zu Phase I wird die Phase II unabhängig von der KMRL und ohne Beteiligung der DMRC umgesetzt werden.
Der Grundstein für die Phase II der Metro wurde am 1. September 2022 von Premierminister Narendra Modi gelegt. Im September 2023 wurde bekannt gegeben, dass die Phase-II-Strecke „Pink Line“ benannt wird. Die Inbetriebnahme der „Pink Line“ wird für Dezember 2025 erwartet.

### Phase III
Die dritte Phase der U-Bahn sieht eine Verlängerung der Strecke von Aluva bis zum Flughafen Kochi in Nedumbassery vor. Ursprünglich sollte die Verknüpfung der Metro Kochi mit dem Flughafen in der zweiten Phase stattfinden, sie wurde von der Regierung jedoch in die dritte Phase verschoben.

## Finanzierung
Die ursprünglichen Kosten des Metro-Projekts beliefen sich auf 51,46 Milliarden ₹ (640 Millionen US-Dollar), diese stiegen jedoch später auf 55,373 Milliarden ₹ (690 Millionen US-Dollar) an. Die Steuern für das Projekt werden sich auf etwa 2,373 Milliarden ₹ (30 Millionen US-Dollar) belaufen, die zusammen mit etwaigen Erhöhungen von der Regierung von Kerala getragen werden. Die geschätzten Gesamtkosten für den Landerwerb belaufen sich auf 11,1 Milliarden ₹ (140 Millionen US-Dollar) und liegen damit über den im ursprünglichen Plan geschätzten 6,72 Milliarden ₹ (84 Millionen US-Dollar). Der gesamte externe Kreditbedarf für das U-Bahn-Projekt beträgt fast 21,7 Milliarden ₹ (270 Millionen US-Dollar).
Am 4. November 2013 genehmigte die Führung der KMRL ein Angebot der Canara Bank für ein Darlehen in Höhe von 11,7 Milliarden ₹ (entspricht 20 Milliarden ₹ oder 250 Millionen US-Dollar im Jahr 2023). Die KMRL unterzeichnete außerdem eine Vereinbarung mit der französischen Finanzhilfeagentur Agence française de développement (AFD), die ein Darlehen in Höhe von ₹152 crore (entspricht ₹243 crore, 30 Millionen US-Dollar oder 30 Millionen Euro im Jahr 2023) für das Projekt bereitstellt. Das AFD-Darlehen hat eine Laufzeit von 25 Jahren und einen Zinssatz von 2 %. Der Zeitraum setzt sich aus einer 20-jährigen Rückzahlungsfrist und einer fünfjährigen tilgungsfreien Zeit zusammen. Der Gesamtschuldenanteil der Canara Bank und der AFD belief sich auf 21,70 Milliarden indische Rupien. Die indische Unionsregierung sowie die Regierung des Bundesstaats Kerala steuerten jeweils 7,53 Milliarden ₹ (94 Millionen US-Dollar) als Eigenkapitalanteil für das Projekt bei. Es wird erwartet, dass die Linie 1 im Jahr 2023 die Gewinnschwelle erreicht.

### Einnahmequellen
Neben dem Ticketverkauf generiert die KMRL Einnahmen durch Werbung und die Vermietung von Bahnhofsnamen. Werbung wird an U-Bahn-Stationen, an Säulen entlang des Viadukts, im Innen- und Außenbereich von Zügen und auf der eigenen Website platziert. Die KMRL bietet außerdem die Errichtung von Verbindungen zwischen U-Bahn-Stationen und nahegelegenen Gewerbebetrieben an, sofern die Betriebe dafür eine Gebühr zu entrichten bereit sind. Die KMRL rief außerdem dazu auf, sich um die Namensrechte ausgewählter Bahnhöfe zu bewerben. Die Station in der Nähe des Lisie Hospital wurde bereits nach dem Krankenhaus benannt, nachdem dieses die Namensrechte für die Station gewonnen hatte. Am 1. Februar 2020 wurde sie zurück in Town Hall Station umbenannt. Darüber hinaus sicherte sich die chinesische Firma Oppo Electronics die Namensrechte für die Stationen Edapally und MG Road, woraufhin die Stationen in Edapally OPPO und MG Road OPPO umbenannt wurden.
Das Indian Institute of Management Bangalore schätzte, dass die Metro Kochi innerhalb von acht Betriebsjahren die Gewinnschwelle erreichen könnte, vorausgesetzt, die geschätzte Fahrgastzahl wird erreicht. Die Metro Kochi erzielte im Geschäftsjahr 2022/23 den ersten Betriebsgewinn nach sechs Betriebsjahren mit einer Umsatzsteigerung von 145 Prozent.

## Stationen
Die Strecke der Metro Kochi verläuft über 25 Kilometer vollständig auf Viadukten von der Station Aluva bis zur Station Tripunithura Terminal, insgesamt befinden sich auf der Linie 1 25 Stationen. Alle Plattformen sind 70 Meter lang. Entlang der Strecke befinden sich 17 scharfe Kurven, die schärfste Kurve hat einen Radius von 120 Metern.

### Design

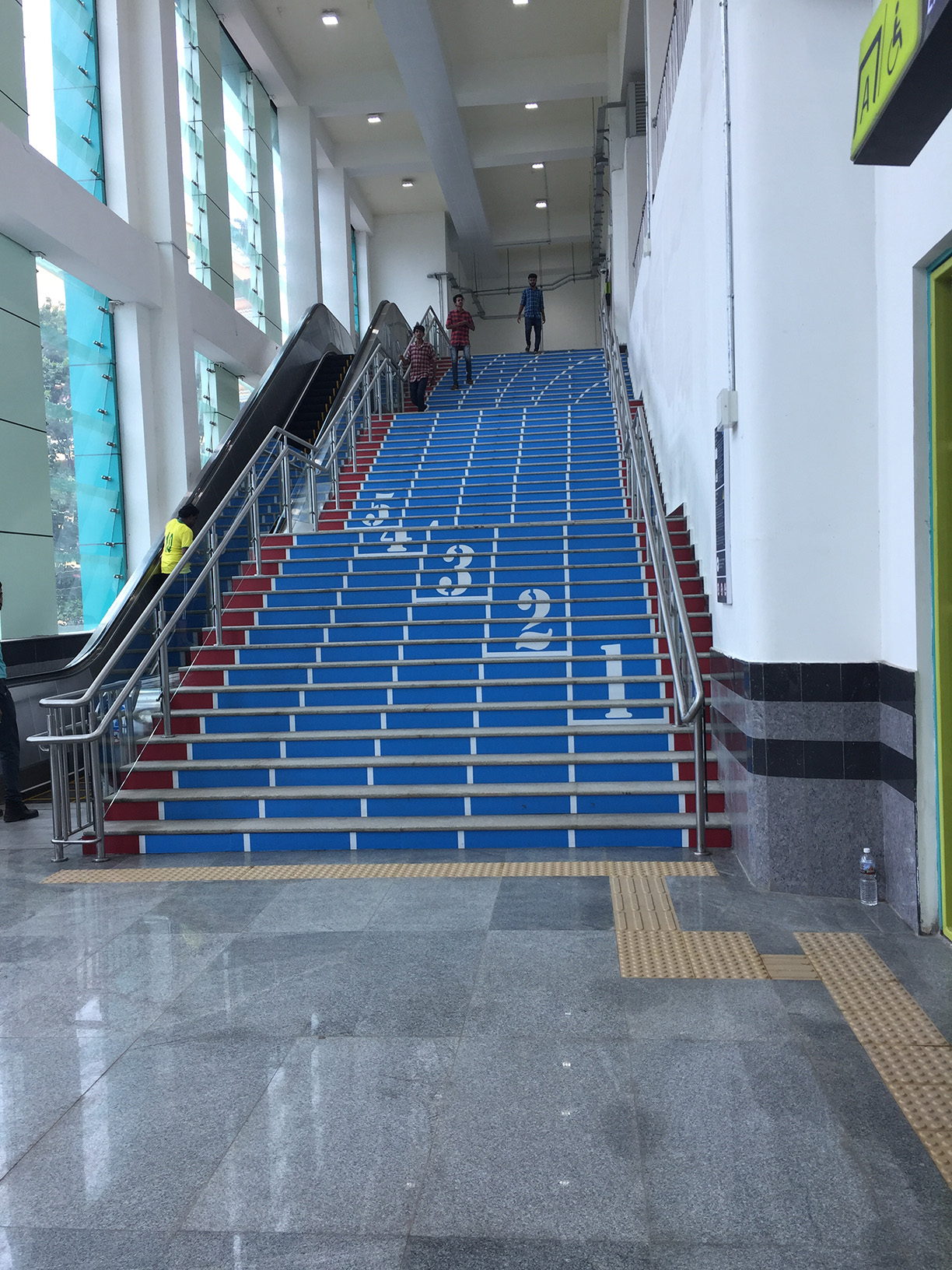
Die in einem an den Sport angepassten Design ausgestattete Station JLN Stadium

Die Firma Egis India war für das Design der Böden und Türen der Stationen verantwortlich, und das Indian Institute of Architects Kochi (IIA) entwickelte die Gestaltung der Innenräume und Dächer der Stationen. Das IIA legte der KMRL am 14. und 15. März 2014 die Entwürfe für 14 Stationen vor.
Die Innen- und Außenbereiche der Metro-Stationen von Kochi sind mit Anspielungen auf die lokale Kultur dekoriert. Der traditionelle Nālukettu-Architekturstil war jedoch aus baulichen Gründen nicht umsetzbar. Laut einem KMRL-Funktionär „werden [die Stationen] so gestaltet, dass sie den Kerala-Architekturstil widerspiegeln, wobei jede der 22 Stationen ein regionales Thema abbildet [...]“. Die Bahnhofsdesigns seien zeitgenössisch, aber von soziokulturellen Themen inspiriert. In einer der Stationen ist das Kettuvalam, ein in Kerala verbreitetes Hausboot, als Modell ausgestellt.
Die Westghats, die entlang des größten Teils der Grenze zwischen Kerala und Tamil Nadu verlaufen, bilden ein gemeinsames Leitmotiv an allen Stationen. Die Gestaltung jeder einzelnen Station ist eine Variation dieses gemeinsamen Motivs. Das gestalterische Thema der Station beispielsweise Aluva ist Keralas natürliche Schönheit, die Innenräume der Station zeigen den Periyar und die anderen großen Flüsse des Bundesstaates Kerala. Weitere Stationen haben die Flora und Fauna und die Geschichte und Kultur des Bundesstaats Kerala zum Thema.
Die Stationen wurden so konzipiert, dass sie in den Passagierbereichen eine maximale natürliche Belüftung gewährleisten. Alle Stationen verfügen über LED-Beleuchtung und wassersparende Armaturen in den Toiletten. Einige Stationen bieten auch Einrichtungen zur Regenwassernutzung. Eine von Bijibal komponierte dreisekündige Melodie wird gespielt, wenn sich die Zugtüren an Bahnhöfen öffnen oder schließen. Die Melodie enthält traditionelle Klänge der Musik von Kerala, bei der auf Chenda und Elathalam gespielt wird. Die KMRL entschied sich dafür, die Melodie anstelle des für andere U-Bahn-Systeme des Landes typischen Glockenspiels zu spielen, um ihm eine „Malayali-Note“ zu verleihen.

## Infrastruktur

### Fahrzeuge

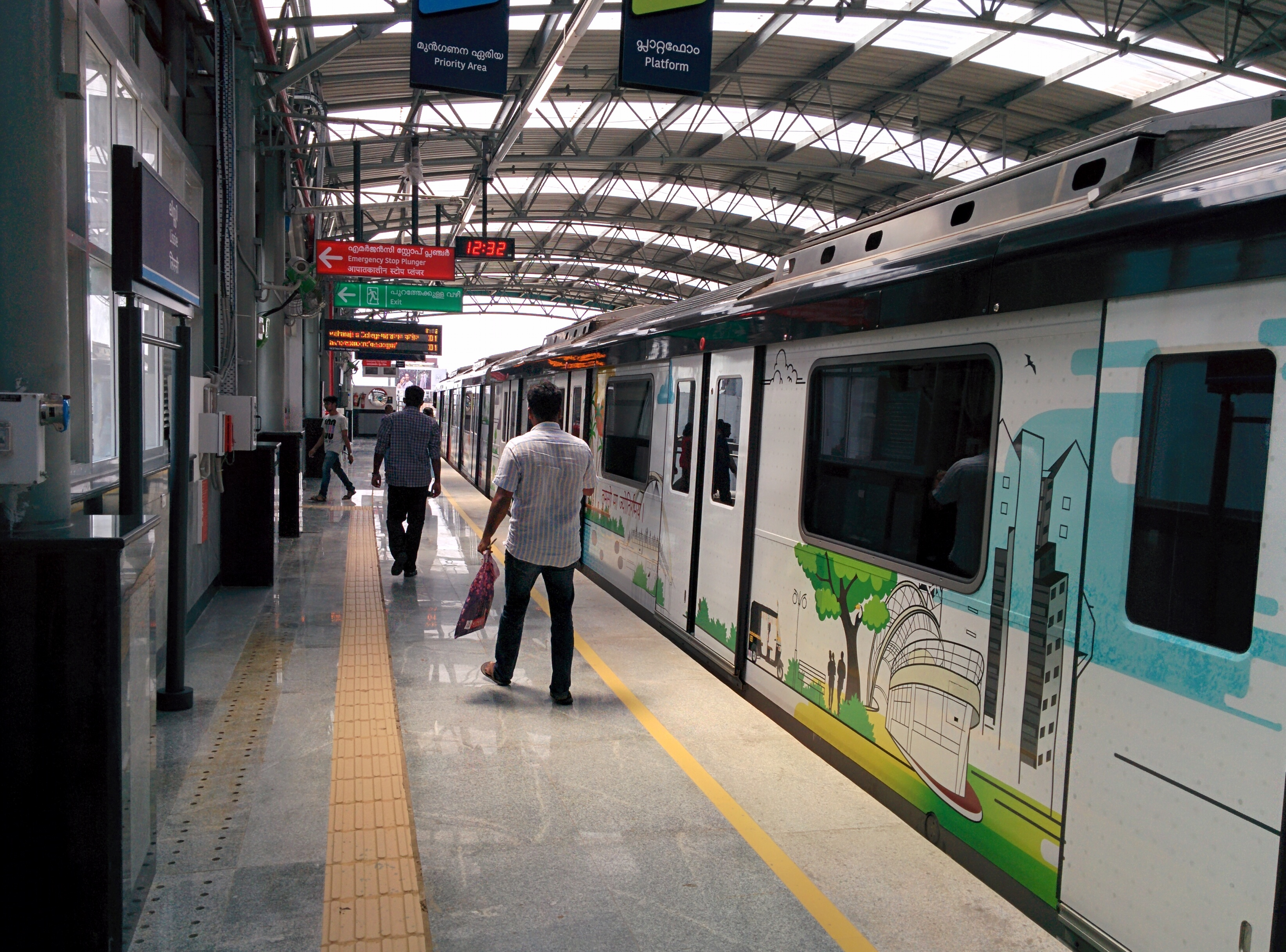
Außenansicht eines Zuges der Metro Kochi

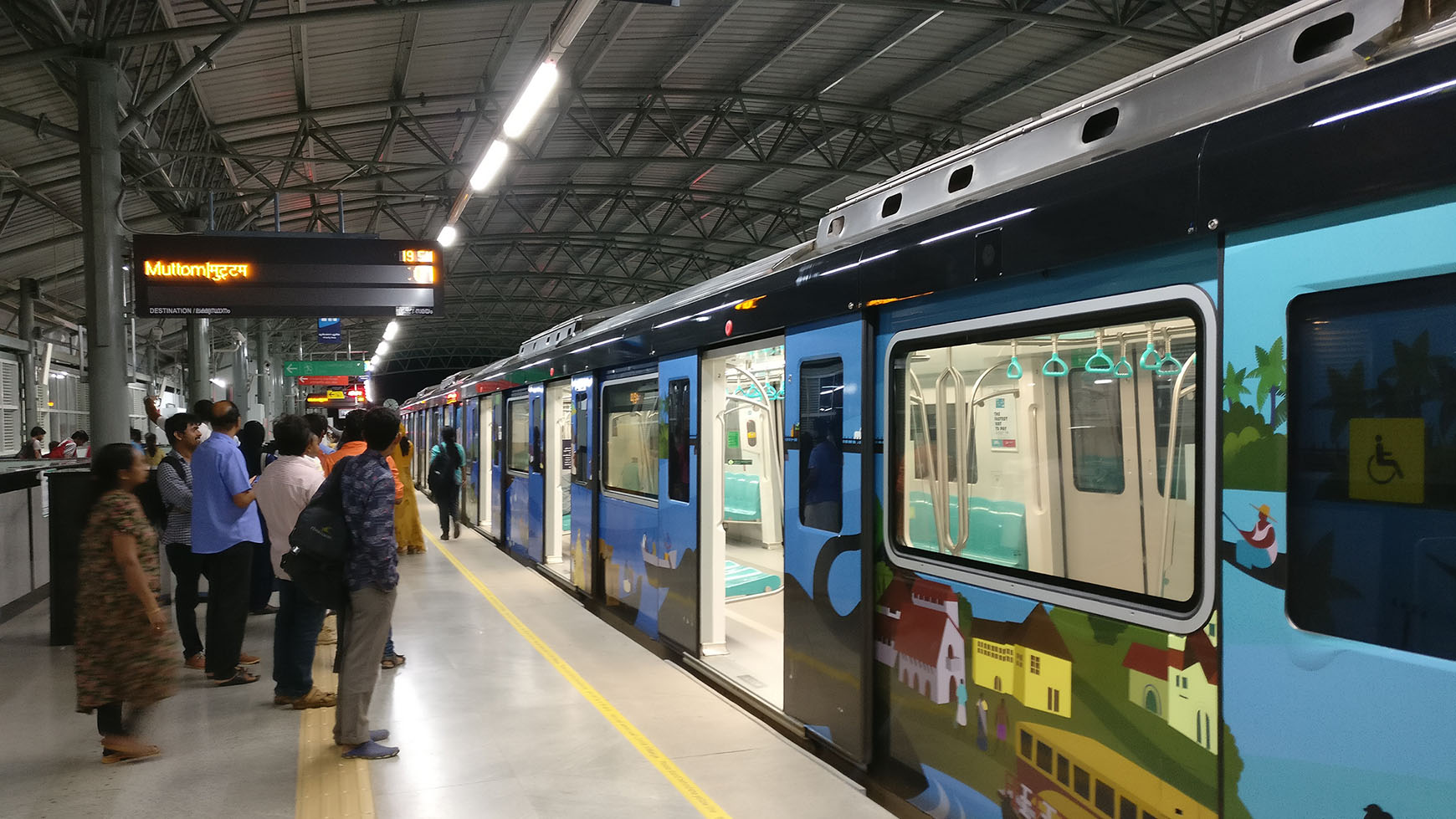
Ein Zug in der Station Aluva

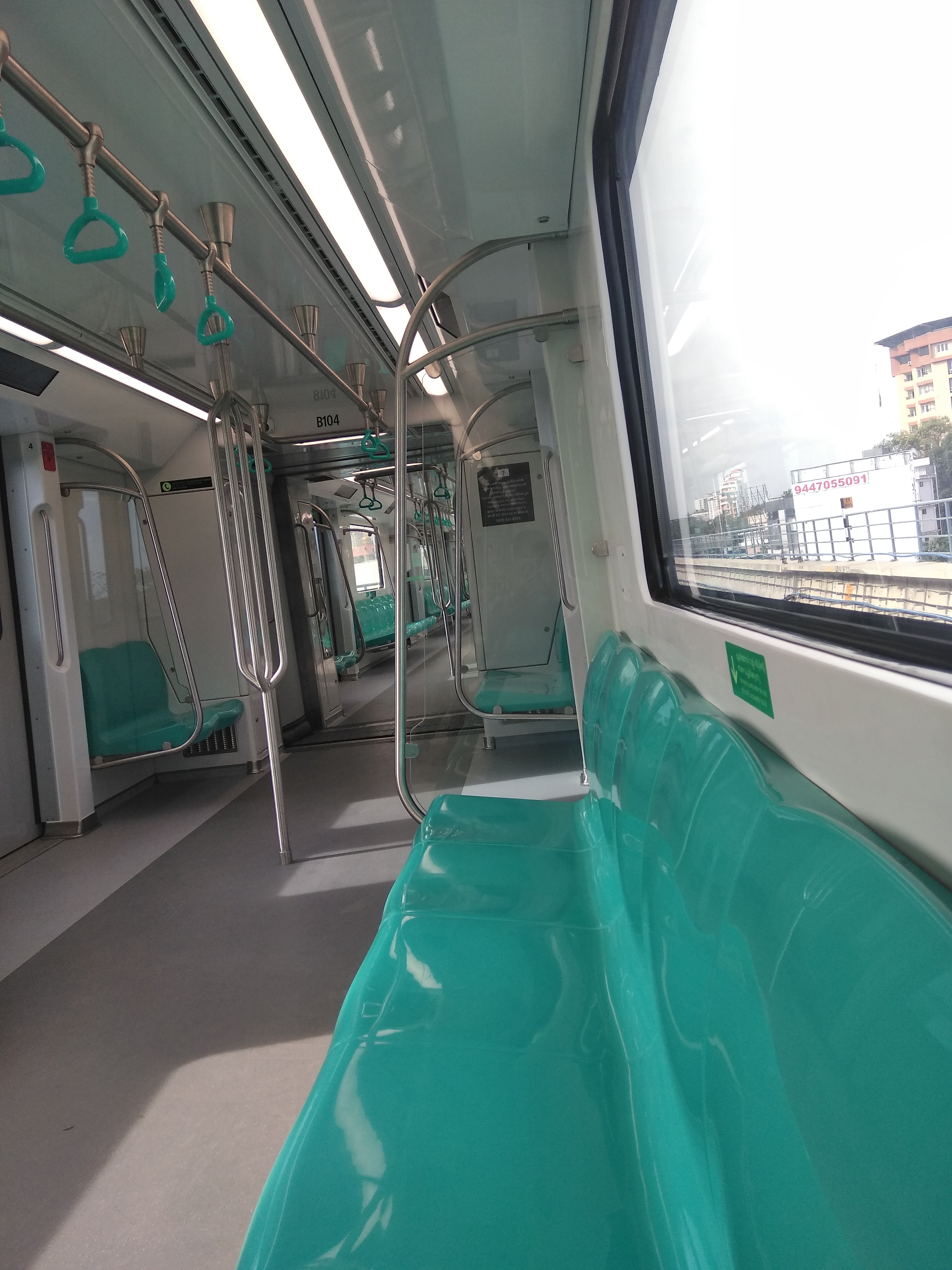
Innenansicht eines Zuges der Metro Kochi

Die Metro Kochi nutzt Alstom-Metropolis-Zuggarnituren. Die Wagen haben eine Höhe von 3,90 Metern und jeder Zug aus drei Wagen weist eine Länge von 65 Metern auf. Jeder Wagen verfügt über drei breite Türen mit automatischem Öffnungs- und Schließmechanismus. Die Bahnsteige an den Stationen sind 70 Meter lang. In der ersten Betriebsphase der U-Bahn werden insgesamt 22 Züge eingesetzt. Die Kapazität der Züge beträgt 975 Passagiere.
Der entsprechende Vertrag zwischen der französischen Firma Alstom und der Kochi Metro Rail Limited sieht eine Option zur Versorgung der Metro Kochi mit zusätzlichen 25 Zugpaaren vor.

### Signale
Die Metro Kochi ist das erste U-Bahn-System in Indien, das ein CBTC-Zugbeeinflussungs- und Sicherungssystem nutzt. Da sowohl der Auftrag zur Fahrzeugbereitstellung als auch der Auftrag zur signaltechnischen Ausstattung von Alstom gewonnen wurde, wird die Metro Kochi Alstoms Urbalis 400 CBTC-System nutzen. Das CBTC ermöglicht den zukünftigen Einsatz fahrerloser Züge im System der Metro Kochi.

### Stromversorgung
Die Metro Kochi benötigt zum Betrieb 20 Megawatt Strom, welcher vom Umspannwerk Kaloor des Kerala State Electricity Board geliefert wird. Die DMRC befürwortete die Stromversorgung über 25-kV-Oberleitungen. Die KMRL setzte jedoch eine Elektrifizierung per Stromschiene mit 750 V Gleichstrom durch. Im Januar 2015 erhielt Alstom den Auftrag für die Herstellung, Lieferung, Installation, Prüfung und Inbetriebnahme des Stromschienensystems. Im Rahmen dieses Vertrags ist Alstom auch für die Lieferung, Installation, Prüfung und Inbetriebnahme der vom Netz eingehenden 110-kV-Verkabelung (einschließlich Bauarbeiten) verantwortlich.
Im November 2016 begann KMRL mit der Installation von Solarpanelen auf den Dächern von 22 Bahnhöfen und den Gebäuden des Rangierbahnhof Muttom. Eine externe Firma investierte in die Installation der Module und den Betrieb und verpflichtete sich, die Anlagen für 25 Jahre zu betreiben und den Strom an die KMRL zu verkaufen. Die Installation einer 2,3-Megawatt-Solaranlage im Rangierbahnhof Muttom wurde im Mai 2017 abgeschlossen.

### Gebäudebrücken

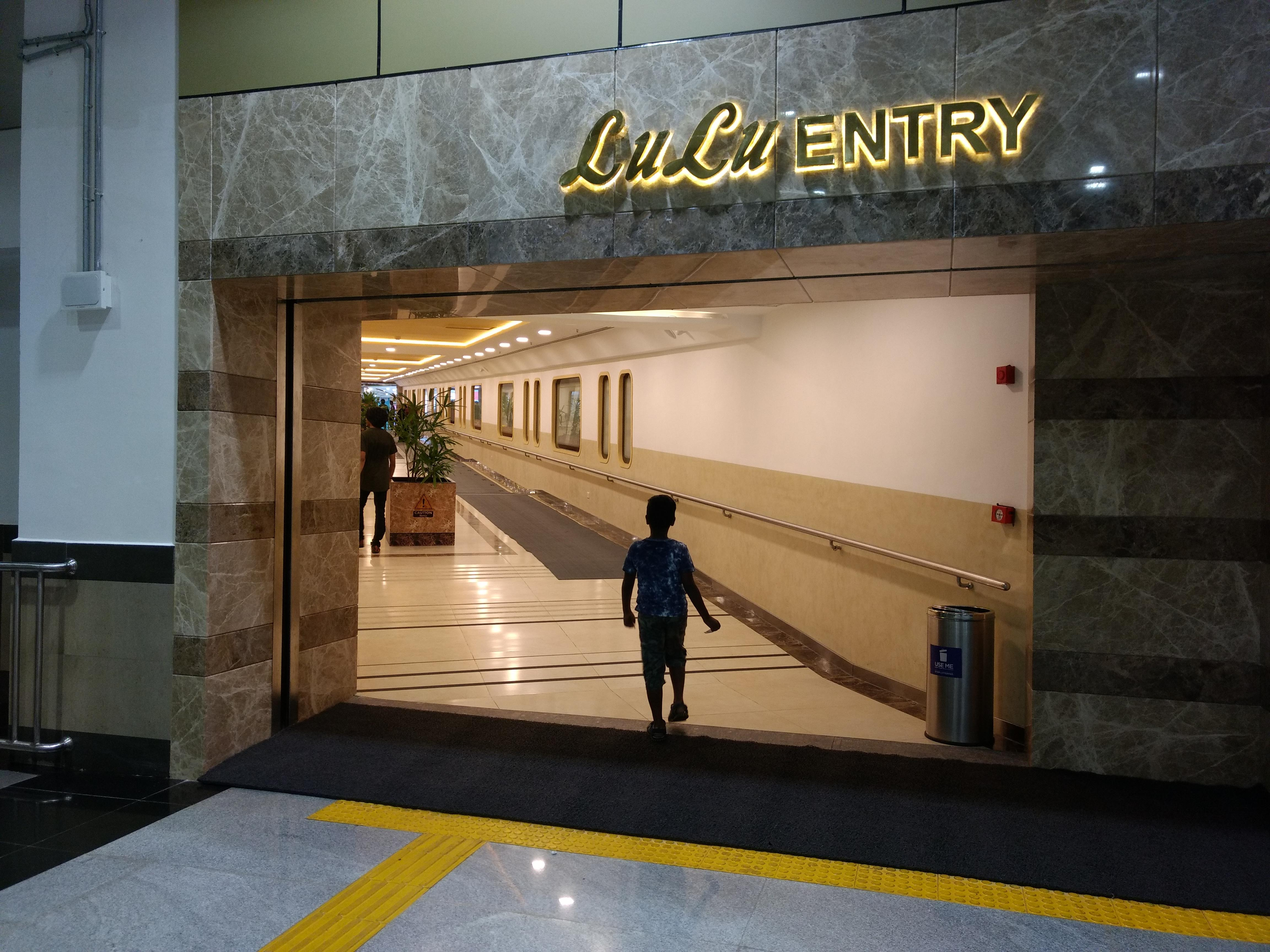
Skyway von der Station Edappally zum Einkaufszentrum Lulu Mall

Ein Skyway verbindet jeweils die Station Edapally und das Einkaufszentrum Lulu International Shopping Mall sowie die Station MG Road und eine Filiale der Chennai Silks miteinander. Weitere Skyways sind zwischen der Station Ernakulam South und dem Bahnhof Ernakulam Junction (Eisenbahn) sowie zwischen der Station Vytilla und dem Vyttila Mobility Hub geplant.

### Freies Wlan
Die Kochi Metro Rail Limited führte am 11. Oktober 2022 einen kostenlosen WLAN-Dienst für die Metro nutzende Pendler ein. Fahrgäste können so zwischen den Stationen Aluva und SN Junction und in der Gegenrichtung per WLAN auf das Internet zugreifen. Derzeit ist das WLAN mit 4G ausgestattet, in Zukunft soll es auf 5G aufgerüstet werden, sobald der Dienst allgemein verfügbar ist. Um die Daten der Fahrgäste zu schützen, verspricht die KMRL gemäß selbst auferlegter Richtlinien Benutzeranmeldeinformationen nicht an externe Stellen weiterzugeben.

## Betrieb

### Ticketpreise

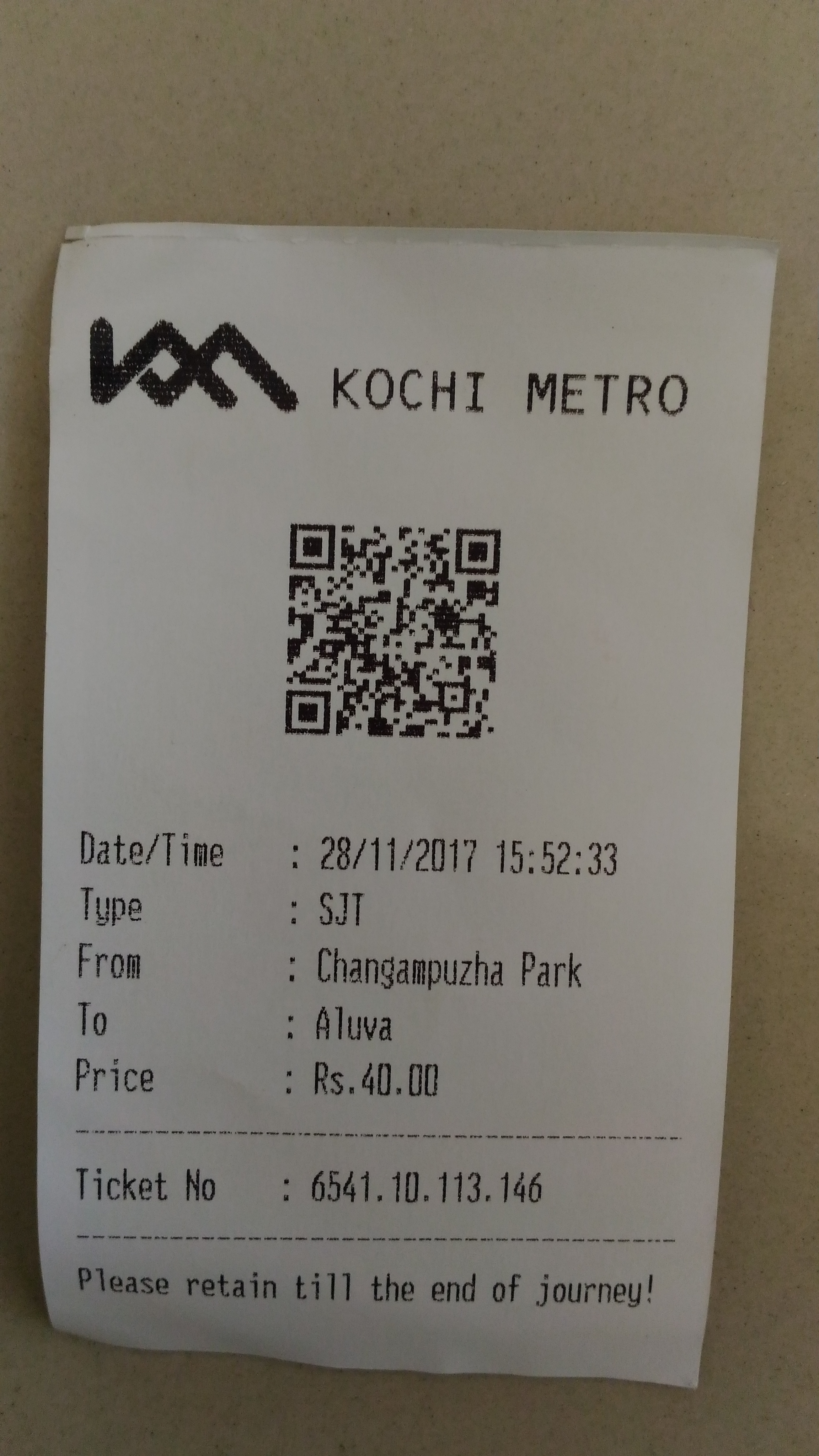
Ein Ticket der Metro Kochi, das an Ein- und Ausgängen mittels QR-Code gescannt wird

Die Ticketpreise der Metro sind etwas höher als des Stadtbus-Netzes. Es besteht die Möglichkeit, eine spezielle EMV-Chipkarte mit Guthaben aufzuladen und anschließend zum Bezahlen der Ticketpreise in der Metro Kochi und anderen ÖPNV-Angeboten der Stadt, darunter Busse und Fähren, zu nutzen.
Der für die Beförderung zu entrichtende Preis richtet sich nach der Länge der Strecke, die der Fahrgast fährt:
| Zone | Länge der zu fahrenden Strecke | Preis in indischen Rupien (₹) |
| ---- | ------------------------------ | ----------------------------- |
| F1   | bis 2 km                       | 10                            |
| F2   | 2–5 km                         | 20                            |
| F3   | 5–10 km                        | 30                            |
| F4   | 10–15 km                       | 40                            |
| F5   | 15–20 km                       | 50                            |
| F6   | 20–25 km                       | 60                            |

## Kritik
Im Januar 2012 beschuldigte Kodiyeri Balakrishnan von der Oppositionspartei Communist Party of India (Marxist) als Reaktion auf die Entscheidung der Regierung von Kerala, das Projekt Metro Kochi einer globalen Ausschreibung zu unterziehen, Ministerpräsident Oommen Chandy des Versuchs, die Delhi Metro Rail Corporation (DMRC) zu verdrängen.
Anfang 2014 kritisierte E. Sreedharan die Kochi Metro Railway Limited (KMRL) für ihre Beteiligung an der Neuausschreibung der Beschaffung von Fahrzeugen für das Projekt. Er behauptete, dies führe zu einer Verzögerung von sechs bis sieben Monaten. Arayadan Muhammed, Keralas Minister für Energie und Verkehr, entgegnete, die KMRL habe die Ausschreibung aus Gründen der Transparenz gefordert. In der früheren Ausschreibung, die die DMRC durchgeführt hatte, war Hyundai der einzige Bieter. Die zweite Ausschreibung gewann die Firma Alstom, die ein niedrigeres Angebot abgab.